# فرودگاه شهری تاکامکاری
فرودگاه شهری تاکامکاری (به انگلیسی: Tucumcari Municipal Airport) یک فرودگاه همگانی با کد یاتا TCC است که یک باند فرود آسفالت دارد و طول باند آن ۲۱۶۵ متر است. این فرودگاه در کشور ایالات متحده آمریکا قرار دارد و در ارتفاع ۱۲۳۹ متری از سطح دریا واقع شده است.